# Kernkraftwerk El Dabaa
Das Kernkraftwerk El Dabaa ist das erste im Bau befindliche Kernkraftwerk Ägyptens. Es entsteht seit 2022 bei El Dabaa, einer Stadt mit knapp 50.000 Einwohnern an der ägyptischen Mittelmeerküste ca. 300 Kilometer nordwestlich von Kairo. Das Kraftwerk soll im Endausbau aus vier russischen WWER-1200-Reaktoren bestehen.

## Historie
Der Standort wurde bereits in den 80er-Jahren für ein mögliches Kernkraftwerk ausgewählt und im Jahr 2007 der Bau angekündigt.
Am 19. November 2015 wurde der erste grundlegende Vertrag für den Bau und die Finanzierung eines ersten ägyptischen Kernkraftwerks zwischen Ägypten und Russland unterzeichnet. Im Dezember 2017 wurden vorläufige Vereinbarungen über den Bau von vier WWER-1200-Reaktoren mit einer Gesamtleistung von 4,8 GW geschlossen und in Anwesenheit des ägyptischen Präsidenten Abdel Fattah el-Sisi und des russischen Präsidenten Wladimir Putin unterzeichnet. Rosatom soll das Kraftwerk bauen und über die gesamte Lebensdauer den Kernbrennstoff liefern. Russland finanziert mit einem Kredit über 25 Mrd. USD 85 % der Projektkosten von 30 Mrd. USD. Geplant war eine Inbetriebnahme des ersten Reaktors im Jahr 2026, die drei weiteren Blöcke sollten 2028 folgen.
Die Baugenehmigung für die Blöcke 1 und 2 wurde im Juni 2021 beantragt, die für die Blöcke 3 und 4 im Dezember 2021.
Im Januar 2022 wurde bekannt, dass Korea Hydro and Nuclear Power (KHNP) als einziger Bieter für den Bau von Gebäuden und die Lieferung bestimmter Ausrüstung ausgewählt wurde, die Vertragsunterzeichnung verzögerte sich jedoch u. a. wegen des Russischen Überfalls auf die Ukraine bis August 22. Die Dampfturbinen sollen von einem Joint Venture der Rosatom-Tochter Atomenergomash und General Electric geliefert werden.
Die Genehmigung für Block 1 wurde im Juni 2022 erteilt und der erste sicherheitsrelevante Beton im Juli gegossen. Block 2 folgte im November 2022, Block 3 im Mai 2023 und Block 4 im Januar 2024.
Als Jahr der Inbetriebnahme des ersten Blocks wurde bei der Vertragsunterzeichnung mit KHNP 2028 angegeben.

## Daten der Reaktorblöcke
Das Kernkraftwerk El Dabaa soll insgesamt vier Blöcke erhalten:
| Reaktorblock | Reaktortyp | Netto- leistung | Brutto- leistung | Baubeginn  | Netzsyn- chronisation | Kommer- zieller Betrieb | Abschal- tung |
| ------------ | ---------- | --------------- | ---------------- | ---------- | --------------------- | ----------------------- | ------------- |
| El Dabaa-1   | WWER-1200  | 1100 MW         | 1200 MW          | 20.07.2022 | -                     | -                       | -             |
| El Dabaa-2   | WWER-1200  | 1100 MW         | 1200 MW          | 19.11.2022 | -                     | -                       | -             |
| El Dabaa-3   | WWER-1200  | 1100 MW         | 1200 MW          | 03.03.2023 | -                     | -                       | -             |
| El Dabaa-4   | WWER-1200  | 1100 MW         | 1200 MW          | 23.01.2024 | -                     | -                       | -             |